# Farnadi Miklós
Farnadi Miklós vagy Nikolaus de Farnad magyar származású ferences rendi pap

## Élete
Átírta és saját neve alatt adta ki Péchváradi Gábor Jeruzsálemről szóló leírását: Compendiosa quedam: nec minus Hierusalem: atque diligens omnium locorum terre sancte in hierosolymis adnotatio: nam ea ipsa terre loca propriis conspexit oculis: congesta: ac breviter comportata: incipit feliciter, ezzel Széchy Károly szerint ő „az első nagy tolvaj a hazai irodalomban”.